# Aeródromo Militar de Santiago

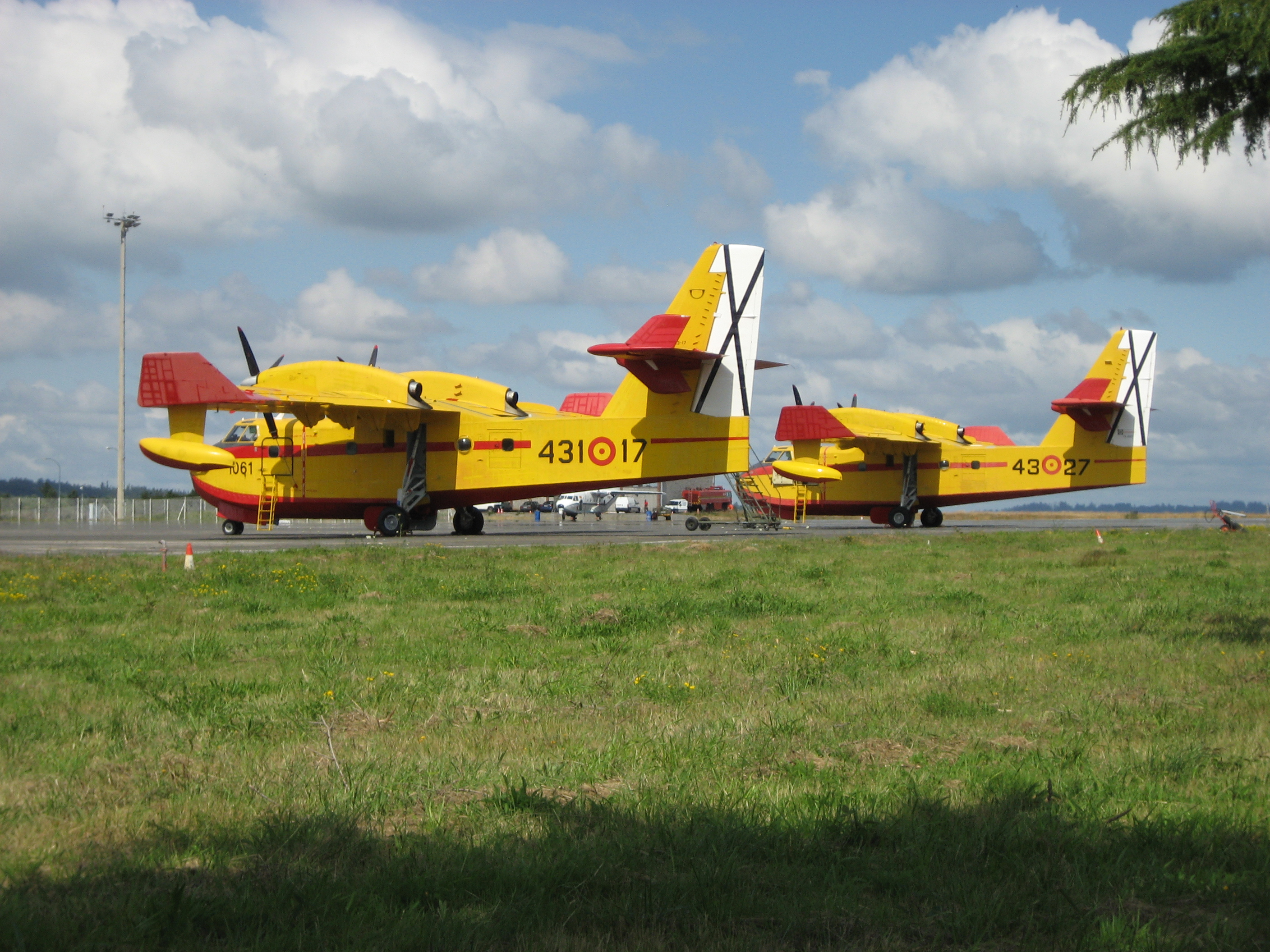
Dos Canadair CL-215T del Ejército del Aire estacionados en el Aeródromo Militar de Santiago.

Bases Aéreas del Ejército del Aire de España.

El Aeródromo Militar de Santiago (IATA: SCQ, OACI: LEST) es un aeródromo militar español que se encuentra en Lavacolla, a 10 km de la capital de Galicia, Santiago de Compostela (La Coruña), colindando con el Aeropuerto de Santiago de Compostela.

## Características
Ocupa una superficie de unos 94.000 m² donde se ubica una plataforma de aparcamiento de aviones de 35.000 m² y diversas instalaciones, entre las que se incluyen: jefatura, alojamiento y tripulaciones destacadas, edificio multiusos, hangar de cocheras y pista polideportiva.

## Misión
La principal misión del Aeródromo es proporcionar apoyo logístico y seguridad a las Unidades Aéreas de las Fuerzas Armadas de España que se desplieguen en él, entre las que se encuentran las siguientes:
Permanentemente:
- Ala 37: Servicio de Vigilancia Aduanera
- 43 Grupo de Fuerzas Aéreas: Campañas contra incendios forestales

Habitualmente:
- Brigada de Infantería Ligera Aerotransportable (BRILAT) (desde Pontevedra)
- Grupo de Adiestramiento (desde la Base Aérea de Salamanca)
- 45 Grupo de Fuerzas Aéreas (desde la Base Aérea de Torrejón)
- Ala 31 (desde la Base Aérea de Zaragoza)
- Ala 35 (desde la Base Aérea de Getafe)
- Centro Cartográfico y Fotográfico (CECAF) (desde la Base Aérea de Cuatro Vientos)
- Cuarta Escuadrilla de la Armada (desde la Base Naval de Rota)
- Patrulla Águila (desde la Base Aérea de San Javier)

## Historia
- 1935
  - 29 de julio: Se inaugura el campo de aviación con un festival aéreo.

- 1937
  - 21 de septiembre:Llega el primer avión regular perteneciente a la línea Sevilla-Salamanca-Santiago-Zaragoza y que opera hasta la finalización de la Guerra Civil.

- 1945
  - Se crea la Jefatura del Servicio de Obras del Sector Aéreo de Galicia, a cargo del famoso piloto del "Jesús del Gran Poder", TCol. D. Francisco Iglesias Brage, para acometer las obras de ampliación y mejora. Se establece un Destacamento Militar.

- 1953 - 1954
  - Se realiza la pista de rodadura y estacionamiento, lo que hoy es la plataforma militar.

- 1957
  - Se construye la terminal de pasajeros, hoy edificio de Alojamiento, y se afirma el estacionamiento.

- 1964 - 1967
  - Se amplía la pista N-S hasta los 2.500 m y se construye la nueva terminal del Aeropuerto, quedando la antigua zona sólo para el Ejército del Aire.

- 1993
  - Junio: Se firma el acuerdo de transferencia MINISDEF-AENA en el que se contempla, entre otros, el deslinde patrimonial de los actuales terrenos.
  - Septiembre: El antiguo Destacamento de Santiago se clasifica como Aeródromo Militar.

- 1995
  - Julio:El aeródromo se clasifica como Aeródromo de Utilización Conjunta, situación en la que continúa en la actualidad.